# Betula grossa
Betula grossa là một loài thực vật có hoa trong họ Betulaceae. Loài này được Siebold & Zucc. mô tả khoa học đầu tiên năm 1846.

## Hình ảnh

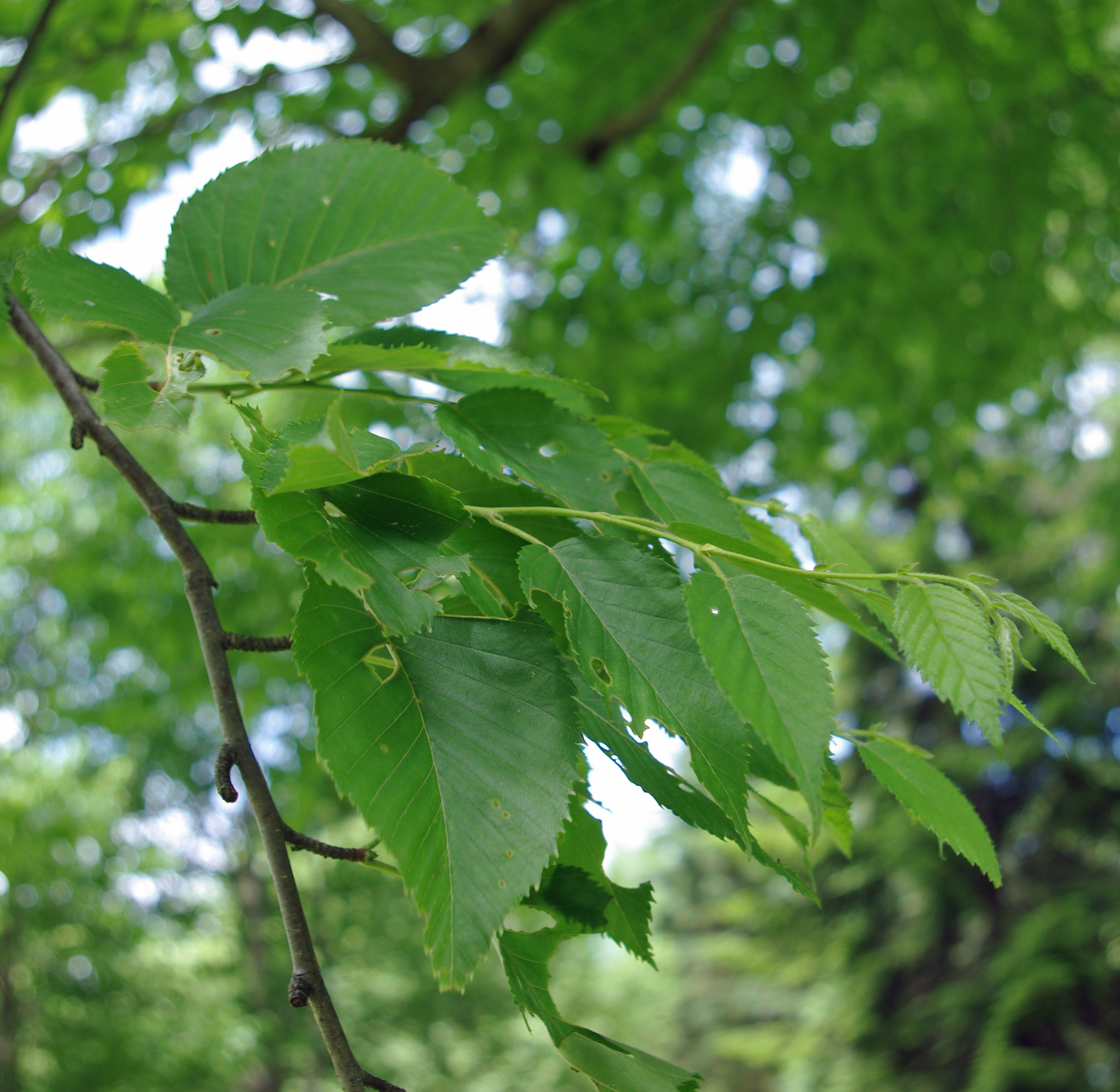
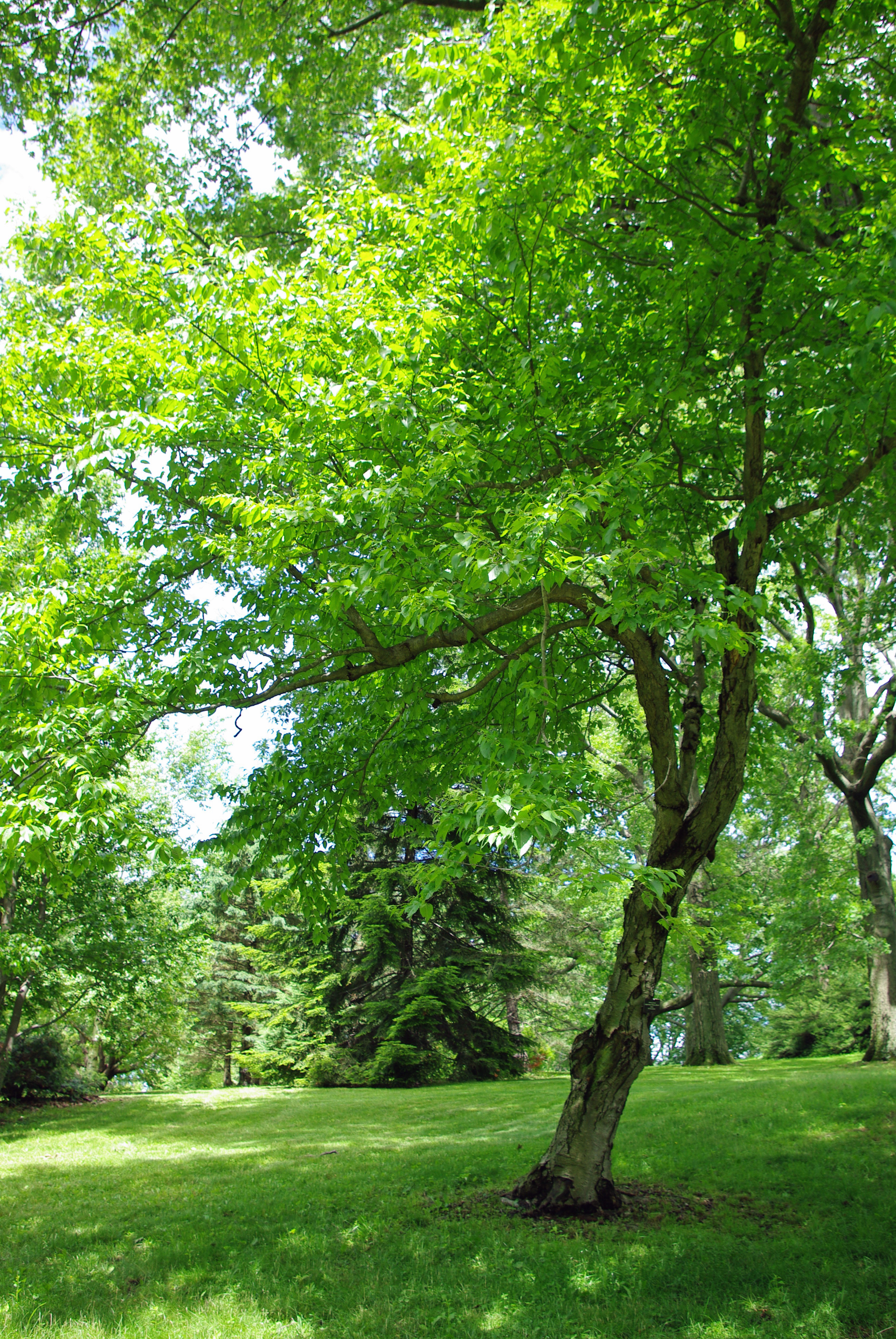
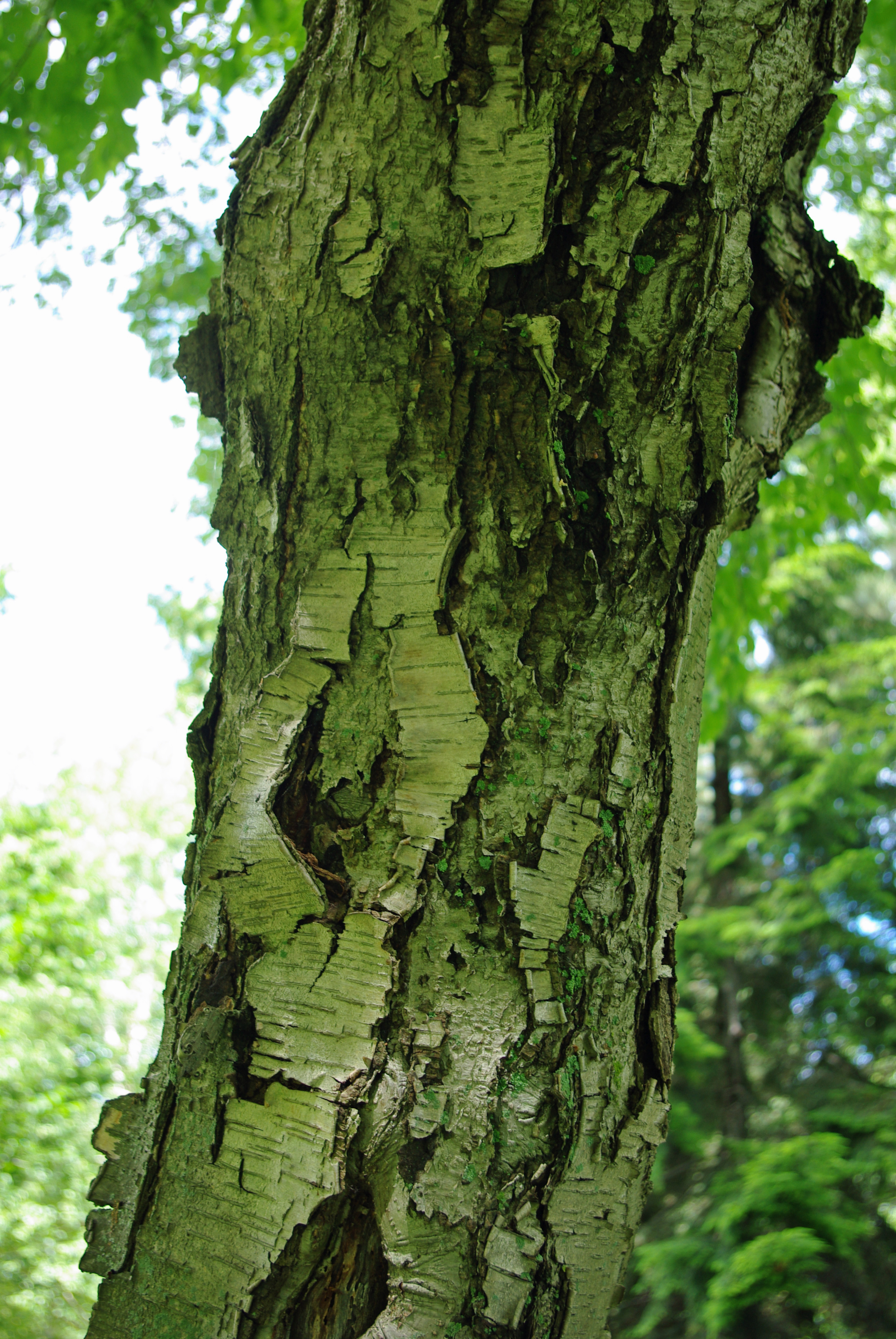